# Mare of Easttown

Mare of Easttown är ett amerikansk kriminaldrama, skapad av Brad Ingelsby och hade premiär på HBO den 18 april 2021. Kate Winslet spelar en småstadspolis som undersöker ett mord i Easttown, utanför Philadelphia. 

## Rollista (i urval)
| Kate Winslet          | – Mare Sheehan                           |
| Jean Smart            | – Helen Fahey, Mares mamma               |
| Guy Pearce            | – Richard Ryan                           |
| Julianne Nicholson    | – Lori Ross                              |
| Angourie Rice         | – Siobhan Sheehan, Mares dotter          |
| David Denman          | – Frank Sheehan, Mares exman             |
| Evan Peters           | – Colin Zabel                            |
| Sosie Bacon           | – Carrie Layden, mamma till Mares sonson |
| John Douglas Thompson | – Chief (polischef) Carter               |

Alla sju avsnitt regisserades av Craig Zobel.